# 大岩和雄
大岩 和雄（おおいわ かずお、1912年12月2日 - 2001年2月14日 ）は、日本の経営者。伊奈製陶（INAXを経て、現在のLIXIL）社長を務めた。

## 来歴・人物
愛知県常滑市出身。1933年に名古屋高等商業学校を卒業した。佐藤商会での勤務を経て、1935年10月に伊奈製陶に入社した。1958年12月に取締役に就任し、1963年12月に常務、1967年12月に専務を経て、1971年12月に副社長に就任し、1976年1月に社長に就任した。1980年1月に会長に就任し、1984年6月からは相談役を務めた。
1976年10月に藍綬褒章を受章し、1983年4月に勲三等瑞宝章を受賞した。
2001年2月14日、肺炎により死去した。88歳没。